# ثامر علي الصباح
الشيخ ثامر علي صباح السالم الصباح (مواليد 1971) سياسي كويتي، وزير الداخلية الأسبق خلال الفترة 14 ديسمبر 2020 حتى 28 ديسمبر 2021. والده هو الشيخ علي صباح السالم الصباح وزير الدفاع الأسبق. 

## حياته العلمية
- حاصل على بكالوريوس في القيادة الإداريّة من جامعة أركنساس في الولايات المتحدة عام 1999.
- دبلوم إدارة عامة من معهد الدراسات التجاريّة في الكويت عام 1995.

## المناصب التي شغلها
- وزير الداخلية من 14 ديسمبر 2020 حتى 28 ديسمبر 2021
- رئيس جهاز الأمن الوطني من 10 سبتمبر 2013 حتى 14 ديسمبر 2020
- نائب رئيس جهاز الأمن الوطني خلال الفترة 1997 حتى 10 سبتمبر 2013
- رئيس قطاع المعلومات والمتابعة الأمنية وقطاع البحوث والدراسات عام 2006 حتى 2013
- رئيس جهاز الأمن الوطني بالإنابة 2006.
- مدير إدارة مكتب رئيس جهاز الأمن الوطني في الفترة من 2002 – 2006.
- عمل موظفًا في جهاز الأمن الوطني عام 2000 حتى 2002
- مساعد نائب رئيس شركة بلاسم للتجارة العامة والمقاولات عام 1996 حتى 2000.
- عضو المجلس الاستشاري في حلف الناتو.[4]

## أماكن سميت باسمه
- ملعب ثامر، هو الملعب الخاص بنادي السالمية الرياضي. [بحاجة لمصدر]